# لقاء رضوى
لقاء رضوى هو اجتماع تم بين عبدالعزيز بن عبدالرحمن آل سعود ملك المملكة العربية السعودية وفاروق بن أحمد فؤاد الأول ملك مصر والسودان في مدينة ينبع حيث يعتبر أول لقاء يجمع بينهما.

## المكان والتاريخ
تم عقد قمة رضوى في سهل منبسط بين مدينة ينبع وجبل رضوى الواقع شمال شرقي ينبع المطلة على البحر الأحمر. في يوم الأربعاء بتاريخ 10 صفر 1364 هـ الموافق 24 يناير 1945 م.

## الهدف
هدفت القمة لتوطيد العلاقة بين البلدين وبناء لبنة التأسيس لجامعة الدول العربية. خلفًا لـ بروتوكول الإسكندرية والذي أقيم قبلها بسنة واحدة.

## التجهيزات
تم تشييد ألفا خيمة بموقع اللقاء وفرشت جميعها بالسجاد والأثاث و قسمت لمعسكرين كبيرين أحدهما للضيف المصري والمرافقين له والآخر مخصص بالملك عبدالعزيز و الأمراء والوزراء والعاملين في الدولة في الدولة والحاشية ومستقبلي الملك فاروق. قال سالم الحجوري صاحب متحف رضوى في ينبع بلقاء مع صحيفة سبق: " أصبح المكان فندق ضخم بالصحراء مضاء بالكهرباء وتم تزويد الخيام الملكية بالماء الحار والبارد، وذكر أحد مستشاري الملك فاروق أعجب بجناحه الخاص. كما تم تجهيز 360 سيارة لنقل الضيوف كما أقيم استعراض عسكري يضم 6 آلاف جندي من الحرس الوطني والأمن العام و جيش السعودية، بالإضافة إلى وجود ثلاثة سيارات مخصصة للاسكي.

## اللقاء
بعد وصول اليخت الملكي "فخر البحار" للملك فاروق على شرم ينبع صعد اليخت كل من الأمير عبدالله بن عبدالرحمن الفيصل آل سعود مع الأمير فيصل ومحمد ومنصور ونوافق بالإضافة إلى الشيخ حافظ الوزير السعودي المفوض في لندن والشيخ يوسف ياسين سكرتير الملك عبدالعزيز وعبدالحميد منير القائم بأعمال المفوضية الملكية المصرية بالنيابة في جدة، وقدموا ترحيبهم بالملك اروق ثم رافقوه إلى المرسى حيث كان الملك عبدالعزيز بانتظاره وبعد الترحيب استقل كلا الملكين سيارة مخصصة متجهة نحو المعسكر.
استمر اللقاء ثلاثة أيام تخللها سفر الملك فاروق لزيارة مسجد النبي صلى الله عليه وسلم في المدينة النبوية.

## النتيجة
نتج اللقاء عن اتفاقية قمة رضوى التي شكلت أساس جامعة الدول العربية.

## القمة بالوسائل المسموعة والمقروءة
- كتاب لقاء رضوى وأثره على الأوضاع السياسية في العالم العربي 1364هـ/1945م دراسة تاريخية وثائقية - خليفة بن عبد الرحمن المسعود.
- قمة رضوى - عاطف القاضي.